# Tramo de Roubaix
El Tramo de Roubaix (Espace Charles Crupelandt), es un sector de carretera adoquinada de 300 metros conocido por albergar, el segundo domingo de abril, a la París-Roubaix, el tercero de los cinco monumentos del ciclismo.
Se incluyó por primera vez en la edición de 1996, ganada por el belga Johan Museeuw, y fue creado con motivo del centenario de la carrera, que data de 1986. Desde entonces, ha estado presente en todas las ediciones disputadas.
Recibe el nombre del ciclista francés Charles Crupelandt, doble ganador de la París-Roubaix — en 1912 y 1914— y primer y único corredor natural de la ciudad de Roubaix que ha ganado la carrera. Es también conocido por los aficionados como «Chermin des Géants» —el Camino de los Gigantes—.

## Descripción
El tramo se sitúa en medio de la amplia arboleda de la Avenida Roger Salengro, justo delante de la entrada al velódromo de Roubaix. Se creó en 1996 como sector simbólico y homenaje en el centenario de la carrera. Desde abril de 2002, año de la centésima edición, los nombres de los ganadores de «El infierno del norte» aparecen grabados en placas de piedra incrustadas entre los adoquines del tramo.
Es la última dificultad que afrontan los corredores en la carrera, a poco más de un kilómetro de línea de meta. Al final del sector, se gira hacia la derecha por la Avenida Alexander Fleming desde donde, después de otros 250 m, se encuentra el desvío a la entrada del Vélodromo en donde hay que completar una vuelta y media en la pista de cemento.

### Ficha técnica
- Longitud: 300 metros
- Dificultad: 1 estrellas ()
- Sector: 1  (1,4 km de meta)

### Características
El pavimento está colocado de forma limpia y sin huecos en una longitud de 300 m y se encuentra en excelentes condiciones, por lo que solo se asigna a la categoría 1.

## Galería

Roger de Vlaeminck y Tom Boonen, los corredores mas laureados de la París-Roubaix.
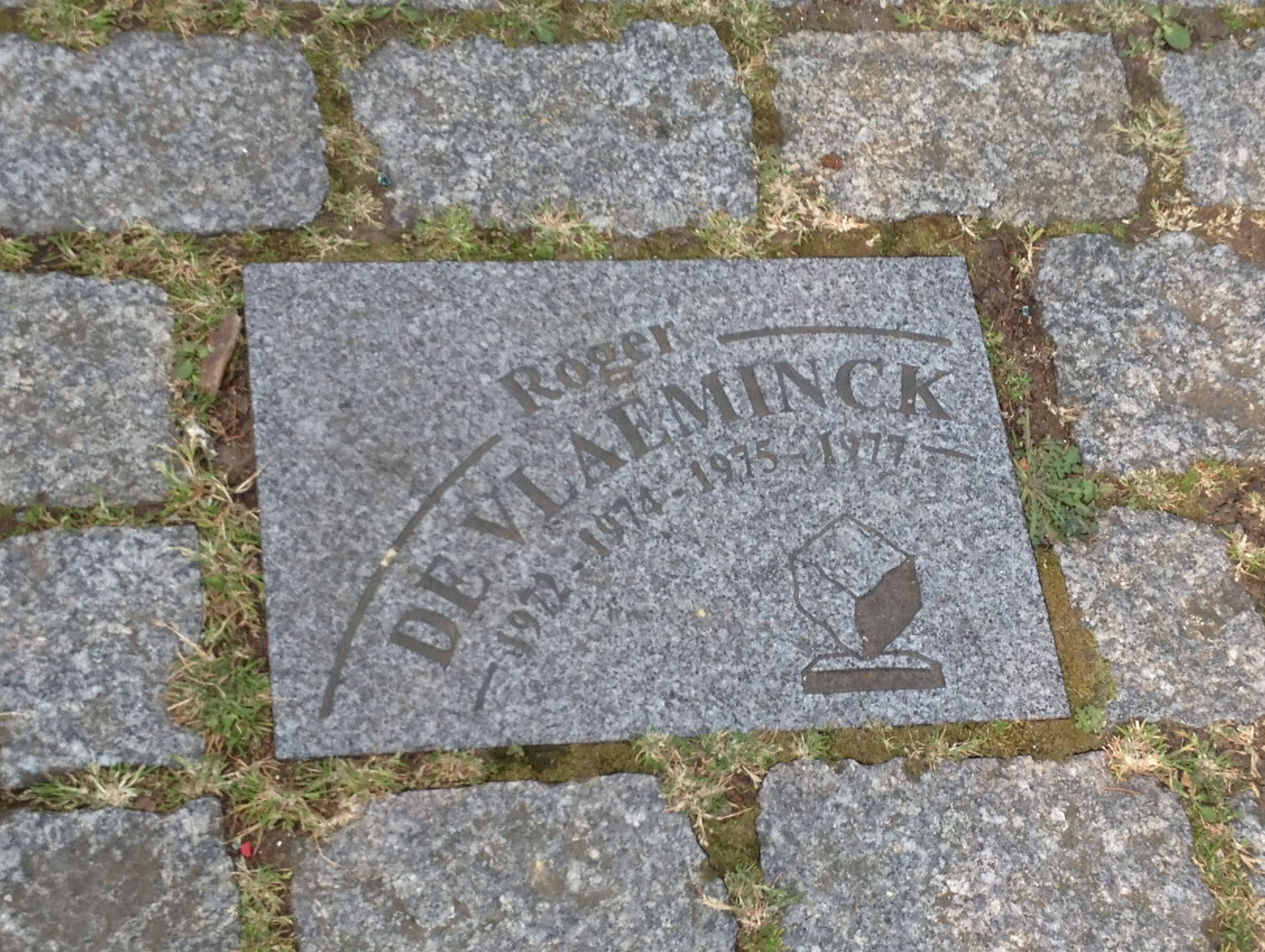
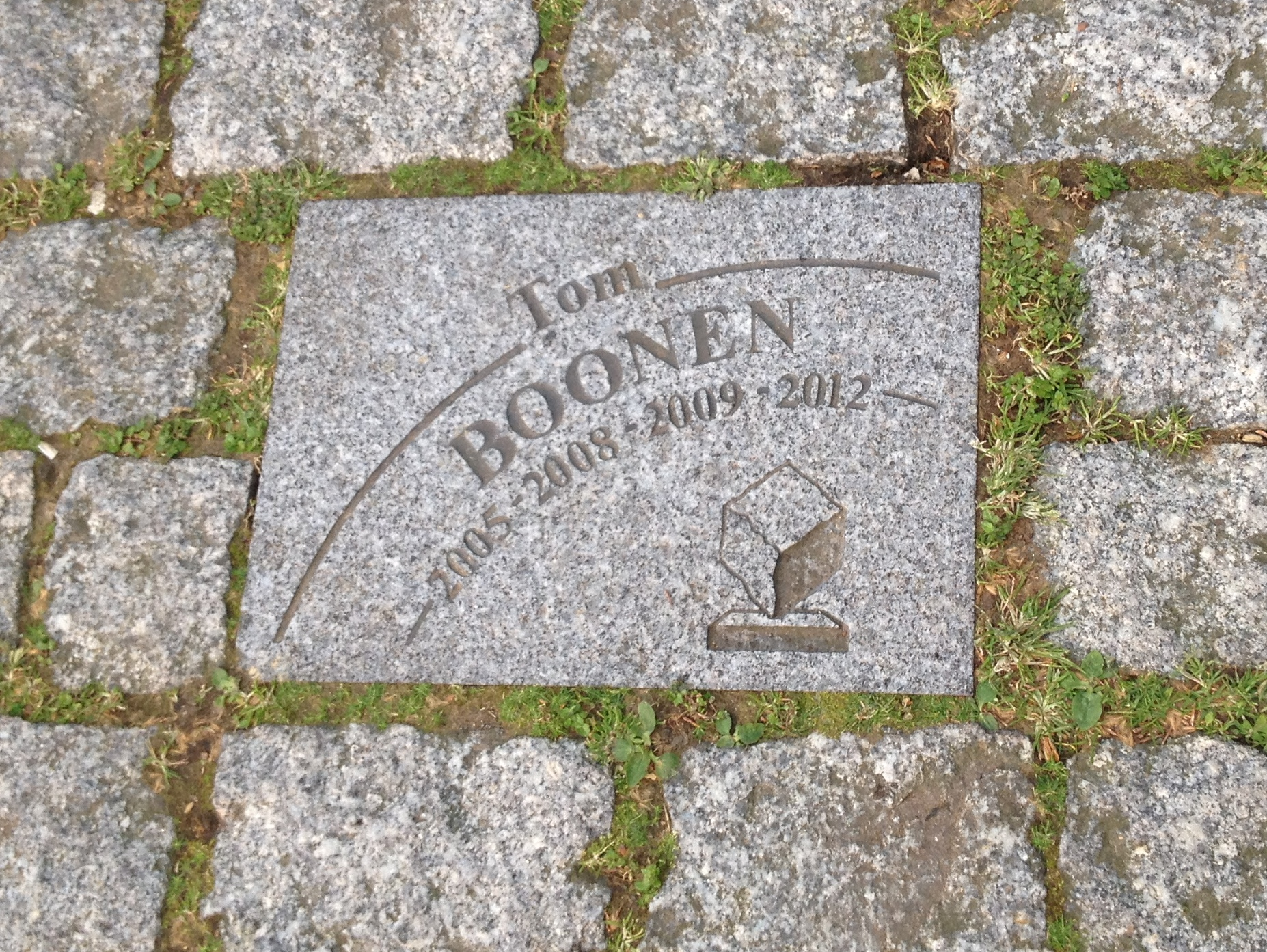